# Svetlana Boginskaya
Svetlana Leonidovna Boginskaya, em russo: Светлана Леонидовна Богинская (Minsk, 9 de fevereiro de 1973), é uma ex-ginasta bielorrussa que competia em provas de ginástica artística pela extinta União Soviética.
Svetlana representou o bloco soviético até o desmembramento deste em 1991, no qual conquistou quadro medalhas olímpicas, sendo duas de ouro. Após, representou a Equipe Unificada, conquistando a medalha de ouro na disputa coletiva dos Jogos Olímpicos de Barcelona, em 1992. Quatro anos depois, competiu pela Bielorrússia nas Olimpíadas de Atlanta, em 1996, nos Estados Unidos.
Svetlana é bicampeã olímpica e mundial na prova coletiva, além de campeã mundial e bicampeã europeia no individual geral.